# Пейзаж з трьома купальницями
«Пейзаж з трьома купальницями» (рос. «Пейзаж с тремя купальщицами») — спільний білорусько-російський художній фільм 1995 року режисера Валерія Рубінчика.

## Сюжет
Дія відбувається в провінційній курортній зоні, на березі озера наприкінці осені. Персонажі фільму, які гостро відчувають дисгармонію в собі і навколишній дійсності, не в змозі переломити хід подій і змінити що-небудь у своєму житті. Сорокарічний оператор телебачення в очікуванні відрядження до Японії знімає документальний фільм про долі жінок і щодня відвідує Олену, яка проживає на дебаркадері. Юний фотограф з місцевого фотосалону наполегливо втручається в їхні стосунки…

## У ролях
- Регімантас Адомайтіс
- Віталій Котовицький
- Валерія Арланова
- Віра Петриченко
- Маріанна Рубінчик
- Олена Внукова
- Ганна Легчилова
- Алеся Лєснікова
- Тетяна Бовкалова
- Анжела Корабльова

## Творча група
- Сценарій: Валерій Рубінчик
- Режисер: Валерій Рубінчик
- Оператор: Тетяна Логінова
- Композитор: